# Dragul de Raymond
Dragul de Raymond (Everybody Loves Raymond) este un sitcom american produs de televiziunea CBS. S-a întins pe nouă sezoane, între anii 1996 și 2005, având 210 de episoade. Rolurile principale au fost jucate de Ray Romano, Patricia Heaton, Brad Garrett, Doris Roberts, Peter Boyle, Madylin Sweeten, Sullivan Sweeten și Sawyer Sweeten.

## Distribuție
| Actor                       | Rol                         | Sezoane   | Episoade |
| --------------------------- | --------------------------- | --------- | -------- |
| Ray Romano                  | Raymond "Ray" Barone        | Toate (9) | 210      |
| Patricia Heaton             | Debra Barone                | Toate (9) | 209      |
| Brad Garrett                | Robert Charles Barone       | Toate (9) | 209      |
| Doris Roberts               | Marie Barone                | Toate (9) | 210      |
| Peter Boyle                 | Frank Barone                | Toate (9) | 206      |
| Madylin Sweeten             | Alexandra "Ally" Barone     | Toate (9) | 146      |
| Sullivan and Sawyer Sweeten | Michael and Geoffrey Barone | Toate (9) | 136      |
| Monica Horan                | Amy MacDougall-Barone       | Toate (9) | 64       |

## Legături externe
- Site web oficial
- Site web oficial from CBS
- Dragul de Raymond la Internet Movie Database
- Dragul de Raymond la TV.com